# Päpstliche Kommission Ecclesia Dei
Ecclesia Dei war eine von Papst Johannes Paul II. am 2. Juli 1988 eingesetzte und von Papst Franziskus am 19. Januar 2019 aufgehobene päpstliche Kommission. Ihr lateinischer Name lautete Pontificia Commissio Ecclesia Dei. Aufgabenfelder der Kommission waren die Wiederherstellung der kirchlichen Gemeinschaft mit traditionalistischen Gruppen aus dem Umfeld von Erzbischof Marcel Lefebvre sowie die Ausübung der Autorität über Gemeinschaften, welche die Liturgie in der Form des Missale Romanum von 1962 feierten.

## Tätigkeit
Basierend auf dem Motu Proprio Ecclesia Dei, das die von Erzbischof Marcel Lefebvre unerlaubt durchgeführten Bischofsweihen von vier Mitgliedern der Priesterbruderschaft St. Pius X. verurteilt, handelt es sich um eine Kommission, die

„die Aufgabe hat, mit den Bischöfen, den Dikasterien der Römischen Kurie und den betreffenden Gruppen zusammenzuarbeiten, um die volle kirchliche Gemeinschaft der Priester, Seminaristen, Ordensgemeinschaften oder einzelnen Ordensleuten zu ermöglichen, die bisher auf verschiedene Weise mit der von Erzbischof Lefebvre gegründeten Bruderschaft verbunden waren und die mit dem Nachfolger Petri in der katholischen Kirche verbunden bleiben wollen.“

Mit Unterstützung der Kommission kam es in den folgenden Jahren zur Rekonziliation von Gruppen ehemaliger Anhänger Lefebvres mit der römisch-katholischen Kirche und zur Gründung verschiedener Gemeinschaften, die die Liturgie nach der traditionellen Form in der Form des Missale Romanum von 1962 feierten, etwa der Priesterbruderschaft St. Petrus, der Apostolischen Personaladministration St. Johannes Maria Vianney in der Diözese Campos dos Goytacazes (Brasilien), der Diener Jesu und Mariens (die die Liturgie sowohl nach der amtlichen Form des Römischen Ritus von 1969 als auch dem Missale Romanum von 1962  feiern) und, schon unter Papst Benedikt XVI., des Instituts du Bon Pasteur in Frankreich.
Im Motu Proprio Summorum Pontificum vom 7. Juli 2007, in dem Papst Benedikt XVI. die Feier der damals so genannten „außerordentlichen Form des römischen Ritus“ auch ohne vorherige Zustimmung der Kommission Ecclesia Dei in größerem Umfang zulässt, kündigte er an, dass diese Kommission mit umfassenden Vollmachten ausgestattet werden solle. Auf der Grundlage von Summorum Pontificum nahm bisher ein Teil der Transalpinen Redemptoristen die volle Gemeinschaft mit der römisch-katholischen Kirche auf.
Am 21. Januar 2009 hob Papst Benedikt XVI. per Dekret durch den Präfekten der Kongregation für die Bischöfe, Giovanni Battista Kardinal Re, die Exkommunikation der vier 1988 geweihten Bischöfe der Priesterbruderschaft St. Pius X. auf. Getragen wurde dies von der Hoffnung, dass mit diesem Schritt eine volle Übereinstimmung in strittigen Fragen erreicht werden könne. Die Suspendierung dieser Bischöfe ist damit nicht aufgehoben.
Am 8. Juli 2009 unterstellte Papst Benedikt XVI. die Päpstliche Kommission Ecclesia Dei durch das Motu Proprio Ecclesiae unitatem der Kongregation für die Glaubenslehre und bestellte den Präfekten der Glaubenskongregation, William Joseph Kardinal Levada, zum neuen Präsidenten und Monsignore Guido Pozzo zum neuen Sekretär der Kommission. Der bisherige Präsident Kardinal Castrillón Hoyos wurde vom Papst mit 80 Jahren altersbedingt in den Ruhestand versetzt, ebenso wie der erst ein Jahr zuvor zum Vizepräsidenten beförderte Monsignore Camille Perl, der die Geschicke der Kommission seit deren Gründung 1988 mitbestimmt hatte.
Mit der am 13. Mai 2011 veröffentlichten Instruktion Universae Ecclesiae wurde der päpstlichen Kommission Ecclesia Dei die ordentliche, stellvertretende Hirtengewalt des Papstes für die Aufsicht über die Einhaltung und die Anwendung der Vorschriften des Motu proprio Summorum Pontificum verliehen.
Am 19. Januar 2019 löste Papst Franziskus die Kommission nach mehr als dreißigjähriger Existenz mit dem Motu proprio Da oltre (trent’anni) auf und übertrug ihre Aufgaben unmittelbar der Glaubenskongregation, da die betroffenen Institute und Kommunitäten mittlerweile eine stabile Daseinsweise gefunden hätten und es bei den von der Kommission behandelten Angelegenheiten hauptsächlich um Fragen der Glaubenslehre gehe. Mit dem Motu Proprio Traditionis custodes vom 26. Juli 2021 wurden die vormaligen Kompetenzen von Ecclesia Dei dem Dikasterium für den Gottesdienst und die Sakramentenordnung und dem Dikasterium für die Institute geweihten Lebens und für die Gesellschaften apostolischen Lebens zugewiesen.

## Präsidenten und Sekretäre

### Präsidenten
- 1988–1991: Paul Augustin Kardinal Mayer OSB (1911–2010)
- 1991–1995: Antonio Kardinal Innocenti (1915–2008)
- 1995–2000: Angelo Kardinal Felici (1919–2007)
- 2000–2009: Darío Kardinal Castrillón Hoyos (1929–2018)
- 2009–2012: William Joseph Kardinal Levada (1936–2019)
- 2012–2017: Gerhard Ludwig Kardinal Müller (* 1947)
- 2017–2019: Luis Kardinal Ladaria SJ (* 1944)

### Vizepräsidenten
- 2008–2009: Prälat Camille Perl
- 2012–2013: Erzbischof Augustine Di Noia OP

### Sekretäre
- 1988–2008: Prälat Camille Perl (1938–2018)
- 2008–2009: Msgr. Mario Marini (1936–2009)
- 2009–2019: Msgr. Guido Pozzo (* 1951; seit 2013 Erzbischof)